# Suite de Puppe
La suite de Puppe — nommée d'après Dieter Puppe — est une construction mathématique en topologie algébrique, plus précisément en théorie de l'homotopie.

## Définition
Soient f : A → B une application continue entre deux CW-complexes et C(f) son cône. On a donc une suite :
En appliquant à f le foncteur de suspension et en effectuant pour Sf : SA → SB la même construction, on obtient une autre suite :
Or C(Sf) est homotopiquement équivalent à SC(f), et on a par ailleurs une application naturelle C(f) → SA (définie, grosso modo, en écrasant B ⊂ C(f) sur un point), ce qui donne une suite :
En itérant cette construction, on obtient la suite de Puppe associée à f :

## Quelques propriétés et conséquences
On démontre facilement que dans cette suite, trois objets successifs quelconques et les deux morphismes qui les relient peuvent toujours, à homotopie près (en), être mis sous la forme
Par conséquent, tout foncteur topologique semi-exact (en) transforme la suite de Puppe en une longue suite exacte. Le cas le plus connu est celui de la famille des foncteurs d'homologie. La longue suite exacte qui en résulte est alors appelée la suite d'homologie de la « paire » (A, B). (Dans les axiomes d'Eilenberg-Steenrod, l'approche est différente et cette suite fait partie des axiomes.)

## Cas pointé
Dans le cas où A et B sont deux espaces pointés et f un morphisme d'espaces pointés, on a une construction analogue, en utilisant le cône réduit et la suspension réduite.